# Le Fils de l'oncle Sam chez nos aïeux
Pour l’article homonyme, voir Le Fils de l'oncle Sam chez nos aïeux (film, 1921).
Pour plus de détails, voir Fiche technique et Distribution.
Le Fils de l'oncle Sam chez nos aïeux (A Connecticut Yankee) est un film américain réalisé par David Butler, sorti en 1931. Il s'agit d'une adaptation de Un Yankee à la cour du roi Arthur écrit par Mark Twain.

## Synopsis
Hank Martin, un vendeur de radios se fait assommer par une armure renversée et voyage dans le temps jusqu'à Camelot où il est accueilli par le roi Arthur. Hank devra utiliser ses connaissances modernes pour empêcher Morgane Le Fay et Merlin de prendre le pouvoir.

## Fiche technique
- Titre original : A Connecticut Yankee
- Titre français : Le Fils de l'oncle Sam chez nos aïeux
- Réalisation : David Butler
- Scénario : William M. Conselman et Owen Davis d'après Un Yankee à la cour du roi Arthur (A Connecticut Yankee in King Arthur's Court) de Mark Twain
- Photographie : Ernest Palmer
- Musique : Arthur Kay
- Montage : Irene Morra
- Pays d'origine : États-Unis
- Format : Noir et blanc - Mono
- Durée : 95 minutes
- Date de sortie :
  - États-Unis : 6 avril 1931

## Distribution
- Will Rogers : Hank Martin
- William Farnum : Roi Arthur / Inventeur
- Frank Albertson : Emile le Poulet / Clarence
- Maureen O'Sullivan : Alisande / Femme
- Brandon Hurst : Merlin / Docteur
- Myrna Loy : Fée Morgane / Sœur du mal
- Parmi les acteurs non crédités :
- Richard Alexander : Le chevalier de Sagramor
- Ward Bond : Le chevalier de la reine
- Rosina Lawrence : Servante